# Lovely Liza
Lovely Liza is een korte Nederlandse speelfilm uit 1997 van Maria Peters voor de KRO televisie.
Het is een film over vier jonge meiden die in een wattenschijfjesfabriek werken. Hun vriendschap wordt op de proef gesteld wanneer de nieuwe chef meer van hen gaat eisen, met alle gevolgen van dien. Lovely Liza gaat over solidariteit en verraad in een meidenclub. Het gaat over jezelf verliezen, zowel in de liefde als in een poging om er weer bij te horen. Hoe ver ga je? En waar ligt de grens? Lovely Liza is een moderne zedenschets over mensen van nu, een eigentijds verhaal over de dilemma’s van het leven.

## Verhaal
Liza, peter, Sanne en Daphne zijn vier jonge meisjes die werken in een wattenschijfjesfabriek. Ze zijn heel verschillend. Liza is de mooiste van het stel, Sanne is de kattenkop, Daphne is doof en Petra vindt alles ‘cool’. Ze werken al heel lang met dezelfde machines en kennen elkaar door en door.
Wanneer Nora, hun cheffin, de fabriek verlaat om te gaan trouwen, ziet Petra zichzelf wel zitten als opvolgster van Nora. Tot ieders verbazing verschijnt echter ene Joost als nieuwe chef. Joost kent de gegroeide verhoudingen niet en hij stelt de regels scherp: nieuwe productienormen moeten worden gehaald, de haarkapjes zijn overal verplicht en praten onder het werk wordt niet op prijs gesteld. De meiden zien deze strenge regels natuurlijk niet zitten maar weten niet wat ze eraan kunnen doen.
Liefde en jaloezie spelen ondertussen een grote rol wanneer Liza en Sanne ruzie krijgen om de knappe Rik. Eerst was Liza met Rik maar wanneer Sanne vervolgens Rik verovert en door Liza uitgemaakt wordt voor ‘afgelikte boterham’, barst de bom. Liza trekt aan het kortste eind en wordt door de andere meiden genegeerd.
Het conflict met de nieuwe chef komt tot een climax wanneer hij Daphne, die niet zo goed kan meekomen, onder druk zet om harder te werken dan zij ooit aan kan. Daphne, Sanne en Petra weten niet hoe ze Joost tegen kunnen houden. Dat verandert wanneer Liza bereid blijkt te zijn om alles te doen om haar plekje binnen de groep weer te veroveren. De andere meiden jutten haar op en Liza gooit haar vrouwelijke charmes in de strijd om de nieuwe chef tot andere gedachten te brengen.
Dat loopt totaal uit de hand wanneer Joost haar wel erg leuk begint te vinden. Hij neemt cadeautjes voor haar mee. Hoe moet Liza zich uit deze situatie redden?...

## Rolverdeling
| Acteur          | Personage  |
| --------------- | ---------- |
| Gonny Gaakeer   | Liza       |
| Ingrid Desmet   | Petra      |
| Marije Idema    | Sanne      |
| Esther Leenders | Daphne     |
| Vincent Moes    | Rik        |
| Stijn Westenend | Joost      |
| Ineke Veenhoven | Kantinejuf |
| Susan Visser    | Nora       |
| Mike Reus       | Monteur    |
| Stefan Sasse    | Radio DJ   |